# 统一场论
統一場論是一種只需要用單一場論就可以完美解釋所有種類的基本粒子之間的基本相互作用。在同一原則為前提底下，可以解釋各種不同粒子之間的關係的物理理論。截至目前為止尚沒有成功的統一場論出現，而統一場論也是今日物理學界研究的重點之一。統一場論這個名詞首先由阿爾伯特·愛因斯坦提出，他也曾試圖整合廣義相對論以及電磁學成為一個單一場論。此外，万有理论也試圖解釋所有自然界中的常數成因，和統一場論相當的接近，但它們之間不同的是万有理论並不要求將自然界基礎當作是場。

## 外部連結
- （英文） Hubert F. M. Goenner, On the History of Unified Field Theories